# Troll (Zeitschrift)

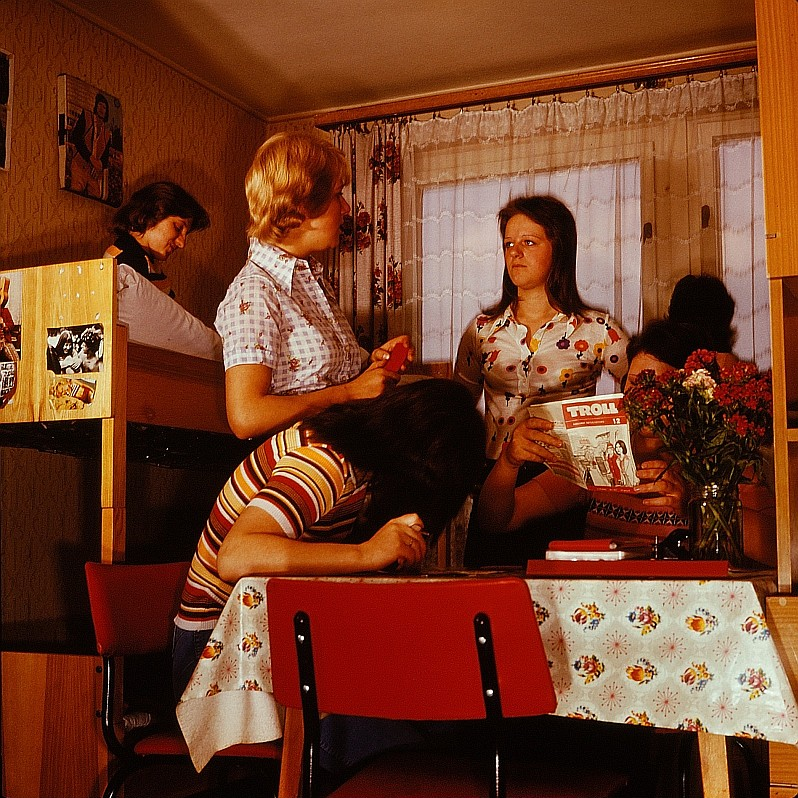
Freizeitgestaltung mit „Troll“-Heft in einem Wohnheim in der DDR, 1977.

Der Troll mit dem Untertitel Berliner Rätselzeitung erscheint seit 1949, war eine Rätsel-Zeitschrift in der DDR und gehörte dort zu den auflagenstärksten Zeitschriften. 1974 hatte die Zeitschrift eine Auflage von knapp 700.000 Exemplaren, 1988 fast eine Million, nur noch übertroffen von FF dabei, Wochenpost und Mosaik. Die Nachfrage konnte sie trotzdem nicht abdecken.
Heute erscheint der Troll im Troll Rätselverlag und ist als Abonnement oder an Kiosken im Osten Deutschlands zu erhalten. Der Troll ist eine der wenigen Rätsel-Zeitschriften, wenn nicht die einzige, in der regelmäßig Kreuzgitter erscheinen.
Die Rätsel im Troll-Rätselheft verwenden die neue Rechtschreibung und benutzen Umlaute statt Umschreibungen wie AE für Ä usw. Außerdem wird Wert darauf gelegt, dass die Inhalte ausschließlich aus Substantiven im Singular und Namen bestehen und die Blindfelder symmetrisch angeordnet sind. Vorsilben, Abkürzungen, Kürzel und Anglizismen wird man hier vergeblich suchen. Der Ehrgeiz der Autoren besteht auch darin, in den Rätseln so wenig wie möglich dreibuchstabige Wörter vorkommen zu lassen. Außerdem sind in den Heften fast alle Rätselarten zu finden. Matheknobeleien, Schüttelrätsel, Vexierbilder, Rätselschnecken, Schachkompositionen und vieles mehr.